# Vienne-en-Bessin
Vienne-en-Bessin é uma comuna francesa na região administrativa da Normandia, no departamento Calvados. Estende-se por uma área de 4,13 km². Em 2010 a comuna tinha 302 habitantes (densidade: 73,1 hab./km²).